# 馬爾巴赫 (聖加侖州)
马尔巴赫（德語：Marbach，發音：[ˈmarbax] ⓘ）是瑞士圣加仑州的市镇，面积4.42平方千米，人口为人。